# Толстые (Московская область)
Толстые — деревня в городском округе Серебряные Пруды Московской области.

## География
Находится в южной части Московской области на расстоянии приблизительно 9 км на запад по прямой от окружного центра поселка Серебряные Пруды на левом берегу реки Осётр.

## История
Известна с 1579 года, по всей видимости, как имение помещика Толстого. В 1763 отмечалась как имение княгини Н.И Хованской и титулярного советника А. И. Татищева. В XIX века действовала Успенская церковь (в 1864 обновлена). В 1858 году отмечено было 53 двора, в 1877 — 44, в 1916 — 41, в 1932—100, в 1974 — 22. В советское время работали колхозы «Красные Толстые», им. Буденного, им. Мичурина, совхоз «Украина», Московская селекционная станция. В период 2006—2015 годов входила в состав сельского поселения Узуновское Серебряно-Прудского района. Ныне имеет дачный характер.

## Население
Постоянное население составляло 399 человек (1763 год), 332 (1816), 499 (1858), 444 (1877), 388 (1916), 42 (1974), 8 в 2002 году (русские 87 %), 6 в 2010.